# Code G.R.A.N.D.-P.È.R.E.
Code G.R.A.N.D.-P.È.R.E. (The Man from G.R.A.M.P.A.) est un épisode de la série télévisée d'animation Les Simpson. Il s'agit du vingt-et-unième épisode de la trente-deuxième saison et du 705e de la série.

## Synopsis
Lors des années 1970, une équipe d'espions du MI5 recherchent un agent russe pouvant s'être caché aux États-Unis. 50 ans plus tard, un des espions retrouve l'individu qui semblerait être Abraham. À l'aide de la complicité d'Homer, l'espion anglais tente de prouver ses dires afin de coincer Abraham. Cependant, la situation pourrait bien être basée sur un quiproquo...

## Réception
Lors de sa première diffusion, l'épisode a attiré 1,06 million de téléspectateurs.